# Operation Jubilee
Operation Jubilee (im englischen Sprachraum auch als Dieppe Raid bekannt) war eine am 19. August 1942 durchgeführte Landungsoperation der Westalliierten – hauptsächlich kanadische Truppen – im Zweiten Weltkrieg gegen den Hafen von Dieppe im deutsch besetzten Nordfrankreich. Beteiligt waren 237 Schiffe und etwa 7500 kanadische, US-amerikanische, britische, polnische und französische Soldaten. Ziel des Angriffs war die kurzzeitige Inbesitznahme der Stadt Dieppe, die nach spätestens 24 Stunden wieder hätte geräumt werden sollen. Auf diese Weise wollte die Royal Air Force (RAF) die Luftwaffe dazu bringen, mit starken Kräften bei Dieppe aktiv zu werden, die dann von britischen Jagdfliegern gestellt und vernichtet werden sollten. Außerdem sollte eine Landeoperation unter Gefechtsbedingungen geprobt und die Reaktion der deutschen Führung auf den Ausfall der bei Dieppe installierten Radaranlage getestet werden, sowie eruiert werden, ob ein zweites vermutetes Radarsystem bereits einsatzfähig war.
Die Operation wurde wegen hoher alliierter Verluste – bis zu 70 % der eingesetzten Streitkräfte – vorzeitig abgebrochen. Bei Luftkämpfen verlor die RAF doppelt so viele Flugzeuge wie die Luftwaffe. Die NS-Propaganda feierte den Sieg und übertrieb seine Bedeutung, um der Bevölkerung zu suggerieren, gegen alliierte Invasionen im Westen gewappnet zu sein.

## Angriffsvorbereitung

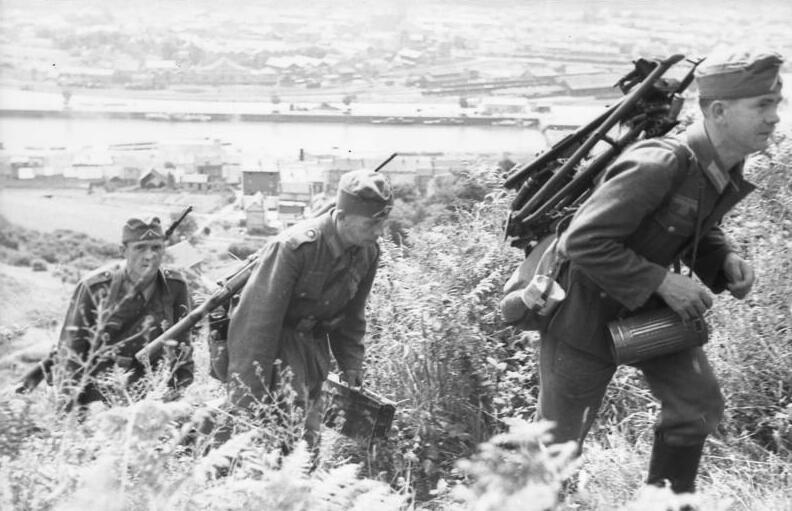
Deutsche Soldaten bei Dieppe

Der Angriff gegen Dieppe ging maßgeblich von Admiral Lord Louis Mountbatten, Chef der Combined Operations, aus. Er sollte ursprünglich im Juli 1942 stattfinden und erhielt den Codenamen Operation Rutter. Das Ziel war hauptsächlich die Erprobung der Möglichkeit, einen Hafen auf dem besetzten Festland über einen kurzen Zeitraum zu halten. Zudem wünschte die Führung der RAF eine Gelegenheit, die Luftwaffe erstmals seit Ende 1940 wieder in größere Luftkämpfe zu verwickeln. Außerdem sollten nachrichtendienstliche Informationen gesammelt und das Verhalten der deutschen Besatzer analysiert werden. Für den Angriff wurden überwiegend kanadische Soldaten ausgewählt, die nach längerer Zeit wieder einen Kampfeinsatz bestreiten sollten.
Operation Rutter wurde im Mai 1942 genehmigt. Der Hauptangriff sollte auf den Strand von Dieppe durchgeführt werden. Mit Unterstützung der Royal Air Force (RAF) und der Royal Navy sollten in erster Linie britische Fallschirmjäger und die 2. kanadische Division das Gebiet besetzen. Schlechtes Wetter verhinderte die Operation; Rutter wurde am 7. Juli abgebrochen.
Nachdem der Angriff auf Dieppe zu dieser Zeit nicht ausgeführt werden konnte, und sogar General Montgomery ein solches Unternehmen auf unbestimmte Zeit verschieben wollte, arbeitete Mountbatten Pläne für einen erneuten Vorstoß aus. Der Angriff erhielt nun die Bezeichnung Operation Jubilee. Obwohl er nicht die nötige Unterstützung übergeordneter Stellen erhielt, ließ Mountbatten nicht von seinem Vorhaben ab und begann Mitte Juli 1942 mit Angriffsvorbereitungen. Es wurde später von alliierter Seite vermutet, dass der deutsche Geheimdienst zu jener Zeit detaillierte Informationen über den Angriff besaß, die in Großbritannien operierende Agenten geliefert hätten. Diese Vermutung konnte allerdings bis heute nicht bestätigt werden. Angeblich soll Hitler auf Grund dieser Berichte kampferprobte Einheiten der Wehrmacht nach Nordfrankreich verlegt haben. Indizien deuteten auf eine baldige Landung hin, beispielsweise auffälliger britischer Schiffsverkehr entlang des Kanals. Deutsche Offiziere hielten am 17. August in Angers Planspiele bezüglich eines alliierten Angriffs auf Dieppe ab.
Für Jubilee wurde erneut die 2. kanadische Division unter Leitung von Major General John H. Roberts ausgewählt. Nach ihrer Landung bei Pourville und Puys sollte sie einen Frontalangriff auf Dieppe durchführen. Verteidigungsstellungen im Westen bei Varengeville-sur-Mer und Quiberville sowie im Osten bei Berneval-le-Grand sollten zuvor durch Kommandoeinheiten ausgeschaltet werden. 30 Kampfpanzer des Typs Churchill sollten Bodenunterstützung leisten. Von Seeseite her gaben 252 britische Schiffe Unterstützungsfeuer; die RAF und die 8th Air Force boten 74 Flugzeugstaffeln auf. Insgesamt sollten 6100 alliierte Soldaten – darunter 5000 Kanadier – an der Küste abgesetzt werden.
Auf deutscher Seite stand die 302. Infanterie-Division, insbesondere das Infanterie-Regiment 571 mit etwa 1500 Soldaten, zur Verteidigung des Abschnitts bereit.

## Verlauf

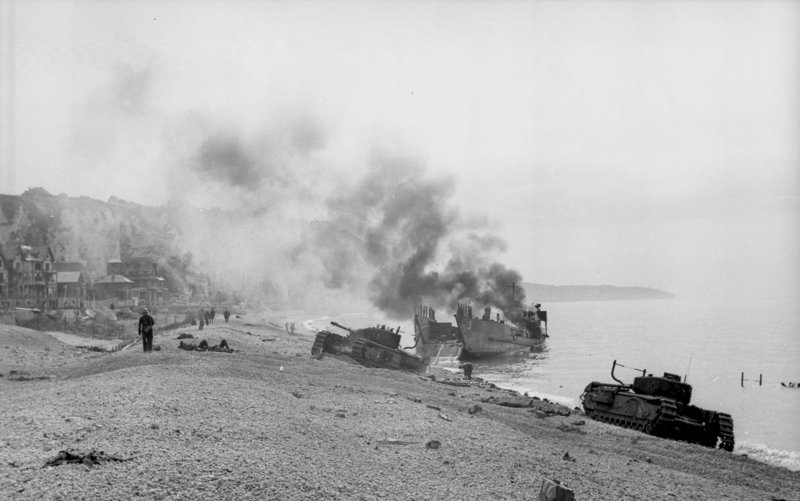
Brennendes britisches Landungsboot am Strand von Dieppe

Am Abend des 18. August 1942 verließen etwa 240 Schiffe mehrere englische Kanalhäfen. Den ersten Zwischenfall gab es, als ein Schiffsverband, der den 3. Kommandotrupp transportierte, am frühen Morgen des 19. August auf einen deutschen Konvoi stieß. Dieser alarmierte die Küstenverteidigung, bevor er aufgerieben wurde. Nach dem Zwischenfall waren die Einheiten zerstreut, weswegen nur 18 Kommandosoldaten die Küste bei Berneval-le-Grand erreichten, wo sie die Mannschaften einiger Verteidigungsstellungen überwältigen konnten. Obwohl es ihnen nicht möglich war, die Anlagen zu sprengen, hielten sie die Stellungen anderthalb Stunden lang. Die Soldaten des 4. Kommandotrupps unter Lord Lovat landeten vollzählig bei Varengeville, wo sie die Küstenbatterie zerstörten und sich wieder einschifften.
Die alarmierten deutschen Einheiten des Infanterie-Regiments 571 der 302. Infanterie-Division unter Oberstleutnant Hermann Bartelt hatten sich inzwischen bei den gefährdeten Küstenabschnitten positioniert. Ein kanadisches Regiment landete nach 5:00 Uhr – später als erwartet und damit nicht mehr im Schutze der Dunkelheit – bei Puys, wo es sofort beschossen wurde. Innerhalb einer Stunde fielen 225 von 600 kanadischen Soldaten; 264 wurden gefangen genommen und nur 33 konnten nach England zurückkehren. Um 4:50 Uhr waren die South Saskatchewan und die Cameron Highlanders bei Pourville gelandet. Auch sie konnten ihre Ziele wegen starken deutschen Widerstands nicht erreichen und mussten sich zurückziehen.

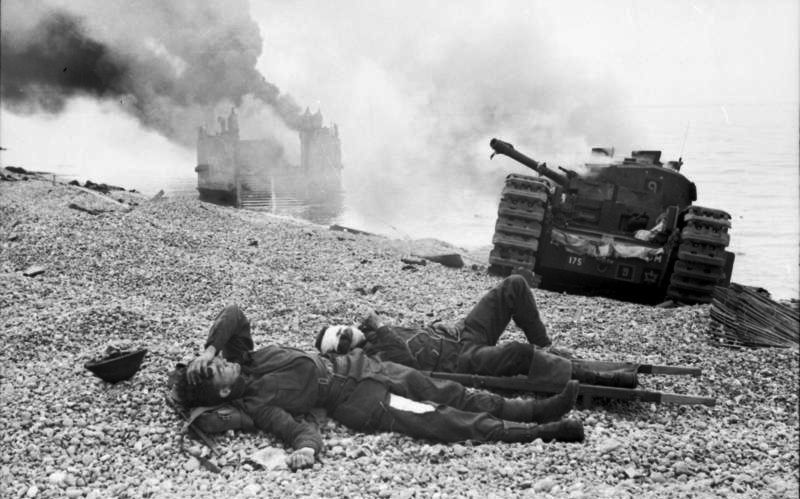
Verwundete kanadische Soldaten vor zerstörtem Churchill-Panzer

Um 5:20 Uhr landeten Soldaten der Royal Hamilton und Essex Scottish am Strand von Dieppe, wo sie sofort starkem Maschinengewehrfeuer ausgesetzt waren. Die zur Unterstützung bereitgestellten Churchill-Panzer wurden zu spät abgesetzt und blieben in Sperren stecken; sie wurden größtenteils zerstört. Wegen gestörter Nachrichtenübermittlung war die alliierte Führung nicht über die Vorgänge an den Landungszonen informiert und entschied, weitere Einheiten abzusetzen. Diese konnten die bereits hoffnungslose Lage am Strand nicht ändern.
Um 10:50 Uhr gab die alliierte Führung den Rückzugsbefehl. Bis dahin hatte sie 4359 Mann an Verlusten zu beklagen, darunter 1179 Gefallene und 2190 Gefangene.
Die britische RAF und die kanadische RCAF verloren 119 Flugzeuge, vor allem Spitfires; die deutsche Luftflotte 3 verlor am 19. August 1942 74 Flugzeuge (davon 49 Totalschäden): 5 Aufklärer, 29 Jagdflugzeuge und 40 Bomber. 109 Mann betrugen die Personalverluste der Luftwaffe, davon 47 Tote, 25 Verwundete und 37 Vermisste.
Die Wehrmacht registrierte insgesamt 311 Gefallene und 280 Verwundete.

## Folgen
In Großbritannien verfestigte sich nach der Niederlage die Erkenntnis, dass die von Stalin geforderte zweite Front in Westeuropa 1942 noch nicht aufgebaut werden könne. Der Dieppe-Angriff lieferte wichtige Erkenntnisse für die Landung in der Normandie (Operation Overlord, 6. Juni bis 25. August 1944).
Insgesamt zeigte sich, dass die deutschen Truppen sehr schnell reagierten und eine starke und effiziente Gegenwehr organisieren konnten, der die westalliierten Angreifer noch nicht gewachsen waren. Die deutsche Propaganda übertrieb das Ausmaß der Kämpfe und die Anzahl der beteiligten Truppen stark und bezeichnete den westalliierten Vorstoß in der Deutschen Wochenschau (Nr. 628) als den lange erwarteten großangelegten Invasionsversuch, um eine zweite Front zu errichten. Er habe gegen jegliche militärische Logik verstoßen und nur politischen Zwecken gedient.
Die Wehrmacht zog viele Lehren aus dem Dieppe-Unternehmen. Die 302. Infanterie-Division ordnete die Küstenartillerie im Bereich von Dieppe neu und entwickelte neue Ausbildungsmethoden, um die Wirksamkeit des alliierten künstlichen Nebels zu verringern. Die Luftwaffe führte neue Taktiken ein. Oberbefehlshaber West Gerd von Rundstedt schrieb in einem Befehl im September: „Ebenso wie wir aus dem Tag von Dieppe wertvollste Erfahrungen gesammelt haben, genau so hat sie der Feind gesammelt. Ebenso wie wir die Erfahrungen nun für die Folgezeit auswerten, genau so wird es der Feind tun, vielleicht sogar noch mehr, da er seine Erfahrungen teuer erkauft und sehr bitter bezahlt hat“.

## Soldatenfriedhof

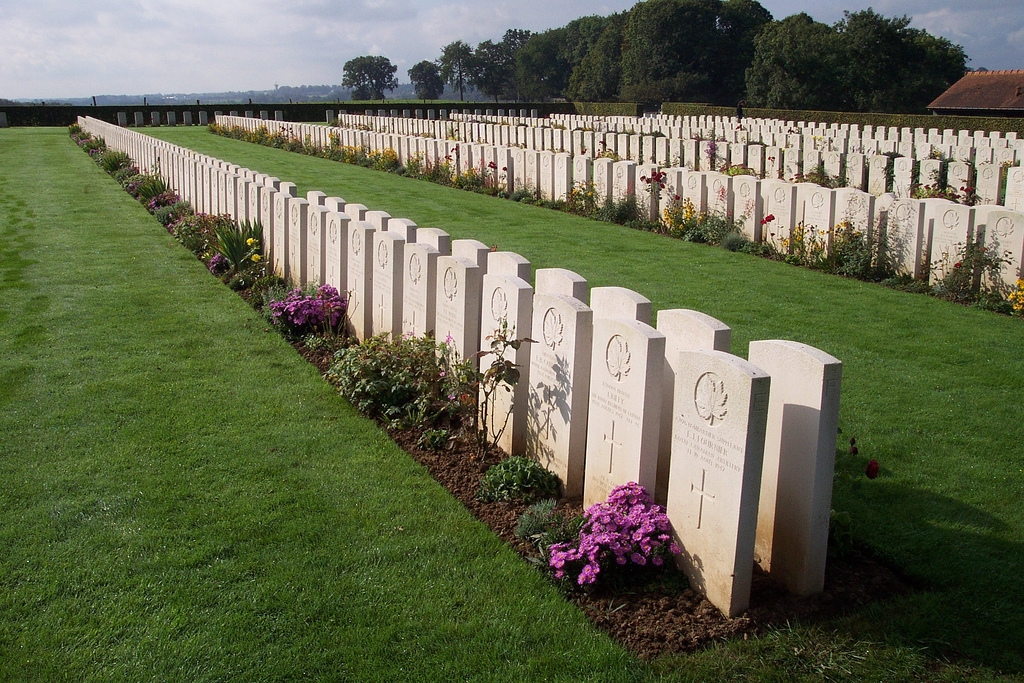
Soldatenfriedhof Dieppe Canadian War Cemetery

Die Wehrmacht legte einen Friedhof für die gefallenen Soldaten an. Dieser heißt heute Dieppe Canadian War Cemetery.
Die Gräber wurden nach deutschem Muster in Reihen, mit Grabsteinen Rücken an Rücken angelegt – unüblich für alliierte Soldatenfriedhöfe.

## Nachspiel
Am 1. September 1944 marschierte die kanadische 2. Infanteriedivision (diesmal auf dem Landweg) kampflos in Dieppe ein; die Wehrmacht hatte sich am Tag zuvor zurückgezogen.
Bernard Montgomery hatte dafür gesorgt (Befehl vom 20. August 1944), dass genau diese Division Dieppe einnahm.
Im Hafen von Dieppe landeten am 7. September 1944 die ersten alliierten Versorgungsschiffe.

## Nationale Würdigung
In Kanada wird der Operation immer noch, als „Canadian Raid on Dieppe“, gedacht. Am 15. November 2000 erklärte die kanadische Regierung die Operation, im Wesentlichen auf Grund der hohen Opferzahl, zu einem „nationalen historischen Ereignis“.